# Mieduniszki Małe
Mieduniszki Małe (niem. Klein Medunischken, 1938–1945 Medunen) – osada w Polsce, w województwie warmińsko-mazurskim, w powiecie gołdapskim, w gminie Banie Mazurskie. Miejscowość sołecka.
W latach 1975–1998 miejscowość należała administracyjnie do województwa suwalskiego.

## Nazwa
28 marca 1949 r. ustalono urzędową polską nazwę miejscowości – Mieduniszki Małe, określając drugi przypadek jako Mieduniszek Małych, a przymiotnik – mieduniski.